# Montsecret-Clairefougère
Montsecret-Clairefougère é uma comuna francesa na região administrativa da Normandia, no departamento de Orne. Estende-se por uma área de 38.08 km². Em 2010 a comuna tinha 666 habitantes (densidade: 17,5 hab./km²).
Foi criada em 1 de janeiro de 2015, a partir da fusão das antigas comunas de Montsecret e Clairefougère.